# Charles de Matharel de Fiennes
Pour les articles homonymes, voir Matharel et Fiennes (homonymie).
Charles-Emmanuel-Palamet de Matharel de Fiennes, né le 7 février 1814 à Laon et mort le 10 mars 1890 à Paris 8e, est un critique dramatique et dramaturge français.

## Biographie
Fils d’Adélaïde-Aladane de Ferrières et d’Auguste-Joseph-Félicité de Matharel, marquis de Fiennes, ancien secrétaire général aux Colonies (1753-1846), Matharel a été élevé dans une pension de Paris. Tout en faisant son droit, il est entré, en 1830, dans l’administration du Mont-de-Piété, où il était chargé des affaires contentieuses. Ses études terminées, se présentant à la Cour pour prêter serment comme avocat, il s’est attiré, par son omission de la cravate blanche, cette fameuse admonition du président Séguier : « Jeune stagiaire, allez vous habiller. »
En 1838, il a abandonné son emploi au Mont-de-piété, pour devenir administrateur du Siècle, dans lequel son beau-frère, Louis Perrée, qui a pris la direction en 1840, lui confia les comptes rendus les petits théâtres. Éloigné, par ses opinions légitimistes, de l’administration politique du journal, après 1849, il s’est chargé de la rédaction exclusive de la critique dramatique, qu’il a gardée jusqu’en 1856, date à laquelle il a pris sa retraite, après avoir épousé, Eugénie Marie Marceline Cabillon Dupont de Chavagneux, une riche veuve, âgée de 42 ans, remplacé par Desnoyers de Biéville. Il a fini sa vie en gentilhomme campagnard au château de Montvillers, mais a terminé ses jours au 240, rue du Faubourg-Saint-Honoré.
Critique influent, ses feuilletons hebdomadaires composent une revue complète et des plus consciencieuses de quinze années d’art dramatique. Ayant longtemps signé, dans le Siècle, du simple nom de « Matharel », il a aussi rédigé, sous son nom ou celui de « Senneif », qui n’est que son nom retourné, Ch. Matharel ou Charles de Fiennes et Defiennes, dans quelques autres journaux, le Charivari, le Voleur, la Semaine, l’Illustration, le Dimanche et l’Entr’acte.
Ayant aussi fait représenter, sans se nommer, quelques vaudevilles, la Société des auteurs et compositeurs dramatiques, lui a attribué, le 1er avril 1885, une pension.